# 316e escadrille de chasse polonaise
La 316e escadrille de chasse polonaise, dite également de « Varsovie » (en polonais : 316 Dywizjon Myśliwski „Warszawski”) est une escadrille de chasse dont les pilotes polonais combattaient au sein de la Royal Air Force durant la Seconde Guerre mondiale.

Écusson du 316

## Histoire
L'escadrille est formée le 15 février 1941 à Pembrey au Pays de Galles et déclarée opérationnelle le 25 mars. L'unité hérite les traditions de la 113e escadrille de chasse du IV/1 de Varsovie. Dotée de Hurricanes, la 316e protège le ciel du sud-ouest de l'Angleterre et à partir de juin elle entame des vols au-dessus de la France. 
Le 13 décembre 1941 l'escadrille reçoit des Spitfires et en utilise différentes versions jusqu'au 13 avril 1944 lorsque les Spitfires sont remplacés par des Mustangs. En juin 1944, la 316e est affectée à la lutte contre les bombes volantes V1.
Délocalisée à plusieurs reprises durant le conflit, la 316e escadrille de chasse termine son épopée le 12 décembre 1946, jour de sa dissolution.

## Commandants
Commandants

### Commandant britannique
- s/ldr Donovan

### Commandants polonais
- 15 février 1941 – 10 août 1941 – capitaine Juliusz Frey
- 11 août 1941 – 14 novembre 1941 – capitaine Wacław Wilczewski
- 15 novembre 1941 – 4 juin 1942 – capitaine Aleksander Gabszewicz
- 5 juin 1942 - 28 décembre 1942 – capitaine Janusz Żurakowski
- 29 décembre 1942 – 15 septembre 1943 – capitaine Marian Trzebiński
- 16 septembre 1943 – 26 juin 1944 – capitaine Paweł Niemiec
- 27 juin 1944 – 6 septembre 1944 – capitaine Bohdan Arct
- 7 septembre 1944 – 5 juillet 1945 – capitaine Zygmunt Drybański
- 6 juillet 1945 – 10 septembre 1945 - capitaine Michał Cwynar
- 11 septembre 1945 – 12 décembre 1946 capitaine Paweł Niemiec

## Pilotes
| - Bohdan Anders - Antoniak T. - Arct Bohdan - Bajan Jerzy - Balon Władysław - Barański Wieńczysław - Bardecki Antoni - Bartłomiejczyk Czesław - Bartys Edward - Bauman A. - Będkowski Stanisław - Bełza Stanisław - Bielicki Władysław - Birtus Stanisław - Bochniak Stanisław - Boćkowski Zygmunt - Borowicz M. - Borusewicz Zbigniew - Bubes Tadeusz - Buchwald Bernard - Cholajda Antoni - Ciastula Ludomir - Ciechanowicz Wiktor - Cwynar Michał - Cynkier Konstanty - Dąbrowski Andrzej - Dec Jozef - Dobrucki Tadeusz - Dolicher Kazimierz - Dunajewski Lech - Drybanski Zygmunt - Dyrmont-Jussewicz Eugeniusz - Dziedzic Tadeusz - Feruga Józef - Frackiewicz Jerzy - Frey Juliusz - Fusiara Ryszard - Gabszewicz Aleksander - Gadus Romuald - Gallus Paweł - Gawlewicz Kazimierz - Geca Bolesław - Gierczycki Jerzy - Gnyś Władysław - Góra Tadeusz - Górski Józef - Gottowt Eugeniusz - Gozdecki Dariusz - Grabowski Franciszek - Grobelny Władysław - Grzech Jan - Grzywacz Feliks - Ingarden Jerzy Kazimierz - Jaskólski Tadeusz - Jaworowski Czesław - Jazownik Bronisław - Jeka Józef - Kaczmarek Bolesław - Kamecki Ryszard - Kardela Wincenty - Karnkowski Tadeusz - Karwowski Włodzimierz | - Kawiński Andrzej - Kiedrzyński Władysław - Kirste Maciej - Klawe Włodzimierz - Kołecki Tadeusz - Kondracki Leszek - Kopa Walenty - Kowalski Edward - Kowalski Zygmunt - Kozłowski Franciszek - Król Wacław - Kubasiński Kazimierz - Kuryllowicz Lew - Kwiatkowski Tadeusz - Laguński Stefan - Laszkiewicz Stefan - Lech Stanisław - Legowski Tomasz - Lipiec Kazimierz - Lipkowski Antoni - Lisowski Tadeusz - Litak Stanisław - Lurzyński Mieczysław - Maciejowski Michał - Majewski Henryk - Majewski Longin - Malczewski Ryszard - Maliszewski Eugeniusz - Marcisz Stanisław - Marek Feliks - Michalkiewicz Karol - Mickiewicz Bronisław - Mielnicki Jerzy - Milej Józef - Mintowt-Czyz Leon - Mudry Włodzimierz - Murkowski Antoni - Murzyn Józef - Musiał Jan - Muszel Jan - Narloch Zygfryd - Nartowicz Roman - Nentwich Zygmunt - Niemiec Paweł - Noga H. - Nosowicz Zbigniew - Nowak Tadeusz - Nowarski S. - Nowierski Tadeusz - Nowoczyn Witold - Olesiński Zbigniew - Orzechowski Tadeusz - Paleolog Wiesław - Peszke Jerzy - Plenkiewicz Antoni - Pietrzak Aleksander - Piotrowski Józef - Plewczyński Jerzy - Polek Antoni - Popiel Wojciech - Prochocki Andrzej - Przygodzki Zdzisław | - Radomski Jerzy - Radwański Gustaw - Rychlicki Bolesław - Rzyski Tadeusz - Sadowski Kazimierz - Samofal Kazimierz - Sawicz Tadeusz - Schreiber Aleksander - Siekierski Jan - Skibiński Jerzy - Skalski Stanisław - Skowroński Florian - Śliwiński Władysław - Sporny Kazimierz - Sobolewski Józef - Sosnowski Zbigniew - Starzyński Henryk - Stegman Stefan - Steinborn Bruno - Stembrowicz Konrad - Strożak Ryszard - Sumara Karol - Suppel Zbigniew - Sweryda Jan - Świerkowski Wiktor - Syperek Piotr - Szalewicz Marian - Szlosberg Edward - Szmejl Stanisław - Szmidt Marian - Szpakowicz Sergiusz - Sztuka Stefan - Szumowski Tadeusz - Szymański Tadeusz - Szymankiewicz Jerzy - Szymankiewicz Teofil - Tamowicz Tadeusz - Tiahnybok Adam - Tomaszewski Tadeusz - Trnobrański Jan - Trzebiński Marian - Tyczyński Jerzy - Walawski Janusz - Walendowski Władysław - Wiewiórowski A. - Wilczewski Wacław - Wiśniewski Władysław - Witwicki E. - Wiza Franciszek - Wojtowicz Tadeusz - Wojtyga Wojciech - Wyszkowski Mieczysław - Zacharewicz Roman - Zajdel Stanisław - Zakrzewski Leopold - Zbrożek Jerzy - Zielonka Kazimierz - Żółciński Marian - Żurakowski Janusz - Zych Stanisław |

## Équipements
Équipements,,

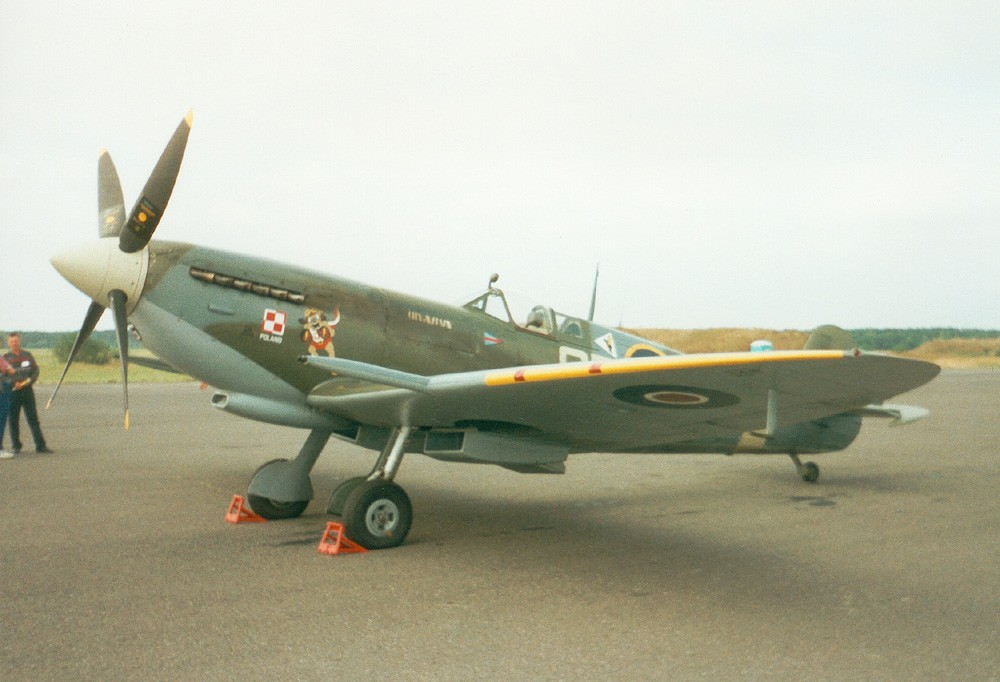
Un Supermarine Spitfire aux couleurs de la

- Hawker Hurricane Mk-I – depuis le 22 février 1941
- Hawker Hurricane Mk-IIA et Mk-IIB – depuis le 2 août 1941
- Supermarine Spitfire Mk-VBi  VC – depuis le 13 décembre 1941
- Supermarine Spitfire Mk-IXC – depuis le 13 mars 1943
- Supermarine Spitfire Mk-VB – depuis le 21 septembre 1943
- North American Mustang Mk-III – depuis le 13 avril 1944

## Bases
- 22 février 1941 – Pembrey
- 18 juin 1941 – Colerne
- 2 août 1941 – Church Stanton
- 13 décembre 1941 – Northolt
- 23 avril 1942 – Heston
- 31 juillet 1942 – Hutton Cranswick
- 13 mars 1943 – Northolt
- 22 septembre 1943 – Acklington
- 12 février 1944 – Woodvale
- 24 avril 1944 – Coltishall
- 1er juillet 1944 – West Malling
- 11 juillet 1944 – Firston
- 27 août 1944 – Coltishall
- 2 octobre 1944 – RAF Andrews Field
- 16 mai 1945 – Coltishall
- 15 août 1945 – Andrews Field
- 5 octobre 1945 – Wick
- 10 mars 1946 – Hethel

## Victoires
| 1940-1945                 | Résultats |
| ------------------------- | --------- |
| Victoires certaines       | 45 1/2    |
| Probables                 | 19        |
| Avions ennemis endommagés | 21        |

## Source de la traduction
- (pl) Cet article est partiellement ou en totalité issu de l’article de Wikipédia en polonais intitulé « Dywizjon 316 » (voir la liste des auteurs).